# سليم شيبوب
سليم شيبوب  (13 يناير 1959 -)، هو رجل أعمال ومسيّر رياضي تونسي تولى رئاسة نادي الترجي الرياضي التونسي بين عامي 1989 و2004، وهو صهر الرئيس الأسبق زين العابدين بن علي. غادر البلاد في يناير 2011 اثناء الثورة التونسية إلى الإمارات العربية المتحدة وبقي فيها حتى عودته لتونس في 18 نوفمبر 2014 حيث تم اعتقاله ثم ٱفرج عنه في 12 يناير 2016.

## في القطاع الرياضي
مارس شيبوب رياضة كرة الطائرة في شبابه في فريق الترجي، وبعد انقلاب 7 نوفمبر 1987 الذي قاده صهره بن علي، أصبح نائبا لرئيس النادي الهادي الجيلاني ثم تولى منصب الرئيس وعمره لم يتجاوز الثلاثين. شهدت فترة توليه الرئاسة هيمنة الفريق على البطولة المحلية لعدة سنوات كما شهدت تتويجه بما لا يقل عن 7 ألقاب دولية في 5 سنوات. غادر رئاسة الترجي في نوفمبر 2004، بعد خسارة النادي أمام النادي الرياضي الصفاقسي في نهائي كأس تونس لكرة القدم. تولى شيبوب أيضا رئاسة اللجنتين التنظيميتين لكأسي إفريقيا 1994 و2004 اللتان إحتضنتهما تونس، كما ترأس بين جوان 2009 وجانفي 2011 اللجنة الوطنية الأولمبية التونسية. أنتخب في جانفي 2004 عضوا في اللجنة التنفيذية للفيفا ب31 صوتا على 52 أمام المصري هاني أبو ريدة والمغربي سعيد بالخياط. خسر مقعده في فيفري 2009 بعد حصوله على 9 أصوات فقط مقابل 43 للمصري هاني أبو ريدة.

## أعماله
إضافة للقطاع الرياضي سطع نجم سليم شيبوب في التسعينات في قطاع الأعمال ورغم عدم إمتلاكه مجموعة اقتصادية إلا أنه كان ينظر إليه كأحد أغنى أغنياء البلاد في فترة حكم صهره. نشط شيبوب أيضا في سباقات الخيل حيث أصبح يملك إسطبل الخيول البدر ستاد (Al Badr Stud).

## المحاكمات
استقر في الإمارات العربية المتحدة، أين كان يتمتع بحماية عالية، وذلك بسبب التفتيش عنه من قبل الأنتربول. تم محاكمته غيابيا في 6 مارس 2012 في تونس ب5 سنوات سجنا بتهمة «حيازة أسلحة بدون ترخيص». كذلك يتتبعه نادي الأولمبي الباجي بسبب أحداث نصف نهائي كأس تونس لكرة القدم 1999 الذي أسفر عن وقوع 3 قتلى وعشرات الجرحى في ملعب الملعب الأولمبي بباجة. 

الحكومة السويسرية جمدت ممتلكات وأموال سليم شيبوب في بنك في جنيف في بداية 2011. هذا القرار تبعه تحقيق من قبل الوزارة العامة للاتحاد يتعلق برشاوي وعمولات مع شركة ألستوم. في 22 يناير 2013، المحكمة الجنائية الاتحادية رفضت طلب لشيبوب في الطعن في أحكام تتهمه بغسيل الأموال والفساد وأثبتت التهمة.
طلبت تونس بتسليم سليم شيبوب اعتمادا على «أدلة تثبت تورطه في الفساد وغسيل الأموال». في 28 مايو 2013، محكمة العدل الأوروبية ألغت كل العقوبات الموجهة لشيبوب من قبل الاتحاد الأوروبي. 

عاد شيبوب إلى تونس بارادته في 18 نوفمبر 2014 بطائرة خاصة قادمة من الإمارات العربية المتحدة أين حطت في مطار النفيضة الحمامات الدولي وتم اعتقاله حال نزوله من الطائرة وتحويله إلى المحكمة في تونس العاصمة.
حكم عليه بالسجن ستة أشهر في قضية واحدة وفصل في قضية أخرى. في 29 سبتمبر 2015، تم تمديد اعتقاله لمدة أربعة أشهر في سياق قضية سوق محطة كهرباء رادس. تم إطلاق سراحه أخيرًا في 12 جانفي 2016 لكنه لا يزال تحت تصرف المحاكم. في 5 ماي، تم توقيع اتفاق مصالحة بين شيبوب  وضابط التقاضي الحكومي بقيادة هيئة الحقيقة والكرامة.

## الحياة الخاصة
تزوج من درصاف بن علي، البنت الصغرى لزين العابدين بن علي من زوجته الأولى نعيمة الكافي. برز أيضا من عائلته شقيقه محمد عفيف الذي شغل في السابق منصب نائب رئيس مجلس النواب.

## ألقاب
أثناء رئاسة الترجي الرياضي التونسي تحصل النادي على:
- فائز ببطولة تونس لكرة القدم: 91-1990، 92-1993, 94-1993, 98-1997, 99-1998, 2000-1999, 01-2000, 02-2001, 03-2002, 04-2003.
- فائز بكأس تونس لكرة القدم:91-1990، 97-1996، 99-1998.
- فائز بكأس الاتحاد العربي للأندية: 1993.
- فائز بدوري أبطال أفريقيا: 1994.
- فائز بكأس السوبر الأفريقي: 1995.
- فائز بالكأس الأفروآسيوية للأندية: 1995.
- فائز بكأس السوبر العربي: 1996.
- فائز بكأس الاتحاد الكونفدرالي الأفريقي: 1996.
- فائز بكأس إفريقيا للأندية الفائزة بالكؤوس: 1997.
- فائز بكأس الاتحاد العربي للأندية: 1998.

## روابط خارجية
- سليم شيبوب على موقع أوليمبيديا (الإنجليزية)